# 卡廷惨案 (电影)
《卡廷惨案》（Katyn）是一部2007年上映、内容关于1940年发生的真实历史事件「卡廷大屠殺」的波兰电影。由阿克森电影工作室制作，导演为安杰依·瓦依达。
剧本取材于安杰伊·穆拉尔奇克的书《死后检查－卡廷的故事》，其中详述了一些被杀害的波兰军官的母亲、妻子、女儿的命运，并重现了卡廷森林惨案的情景。2008年获得了奥斯卡最佳外语片奖提名。

## 故事介绍
电影刻画了4组家庭在战争中的遭遇，分别从姐妹、母亲、妻子以及女儿的视角展开叙述。
1939年苏、德从东西两方入侵波兰期间，俘获大量放弃武装抵抗的波兰军官，由于波兰的征兵制度，大学生亦需服兵役，其中也有大批工程师，律师，随军牧师及知识分子。影片通过对德占领和苏占领两个区域的穿插场景，再现了侵略者对波兰人民在战争期间的行为。被俘获的波兰军官是军人但也是另一些人惦念的父亲，丈夫，兄弟，儿子。他们从1940年春天杳无音讯，直到德军在斯摩棱斯克前线后方的卡廷森林里发现苏联红军屠杀波兰军官的万人坑，约12000名波兰军官以及士兵被残忍策划残杀于此。
二战后波兰成立亲苏政权，卡廷大屠杀成为不得不文饰的污点。苏方告诉波兰民众被俘军官是被纳粹德军们从脑后射杀，并将屠杀事件的时间后移至1943年，时为德军攻占卡廷期间。影片最后通过一本辗转到达妻子手中的故去丈夫的日记披露苏军在卡廷的惨绝人寰的屠杀行径。

## 角色
- Andrzej Chyra 飾 Jerzy – Porucznik (第一陆军中尉)第八骑兵团
- Artur Żmijewski 飾 Andrzej – Rotmistrz (上尉) 第八骑兵团
- Maja Ostaszewska 飾 Anna,Andrzej的妻子
- Wiktoria Gąsiewska 飾 Weronika ("de Nika"), Andrzej和Anna的女儿
- Władysław Kowalski 飾 Andrzej的父亲
- Maja Komorowska 飾 Andrzej的母亲
- Jan Englert 飾 将军
- Danuta Stenka 飾 Róża,将军的妻子
- Sergei Garmash 飾 Captain Popov -苏联红军指挥官
- Agnieszka Kawiorska 飾 Ewa,将军的女儿
- Stanisława Celińska 飾 Stasia –将军家的仆人
- Paweł Małaszyński 飾 Piotr –空军指挥官
- Magdalena Cielecka 飾 Piotr的姐妹
- Agnieszka Glińska 飾 Piotr姐妹
- Anna Radwan 飾 Elżbieta –Anna的亲属
- Antoni Pawlicki 飾 Tadeusz,Elżbieta的儿子
- Alicja Dąbrowska 飾 女演员
- Jakub Przebindowski 飾 牧师Wikary
- Krzysztof Globisz 飾 医生

## 制作
2006年10月3日开拍，2007年1月9日拍摄完毕，首映选择在2007年的9月17日，即「苏联入侵波兰68周年日」 － 1939年9月17日。